# Европейски път E49
Европейски път Е49 е европейски автомобилен маршрут от категория А в Централна Европа, свързващ градовете Магдебург, Германия и Виена, Австрия.

## Маршрут
- Германия

-  Магдебург – Хале – Лайпциг
-  Лайпциг – Шлайц
- B282 Шлайц – Плауен
- B92 Плауен – Бад Брамбах – Шенберг ам Капеленберг (граница)

- Чехия

- 21 Войтанов (граница) – Хеб
- D6 Хеб – Карлови Вари
- 20 Карлови Вари – Пилзен – Ческе Будейовице
- 34 Ческе Будейовице – Тршебон
- 24 Тршебон – Нова Вес над Лужници (граница)

- Австрия

- B2 Бранд Нагелберг (граница) – Хорн
- B4 Хорн – Щокерау
- S3 Щокерау
- A22 Щокерау – Виена

Е49 е свързан със следните маршрути:
| - E30 - E48 - E51 | - E55 - E59 - E441 | - E442 - E461 - E551 |